# Лопес, Инес
Ине́с Аугу́ста Ло́пес Севи́лья (исп. Inés Augusta López Sevilla; род. 21 января 2000, Манагуа) — никарагуанская модель, «Мисс Никарагуа 2019», участница конкурса «Мисс Вселенная 2019».

## Биография
Инес Лопес родилась 21 января 2000 года в Манагуа.
17 августа 2019 года Лопес стала победительницей национального конкурса красоты «Мисс Никарагуа». Победа на национальном конкурсе позволила Инес принять участие на международном конкурсе красоты «Мисс Вселенная 2019», который проходил в Атланте. По итогам конкурса она не смогла пробиться в топ-20.